# Xi Tauri
Xi Tauri (2 Tauri) é uma estrela binária na direção da constelação de Taurus. Possui uma ascensão reta de 03h 27m 10.12s e uma declinação de +09° 43′ 58.0″. Sua magnitude aparente é igual a 3.73. Considerando sua distância de 222 anos-luz em relação à Terra, sua magnitude absoluta é igual a −0.44. Pertence à classe espectral B9Vn.